# Mariflor Aguilar Rivero
Mariflor Aguilar Rivero (Mérida, México, 11 de julio de 1949), es una filósofa mexicana. Desde 1976 es profesora en la Facultad de Filosofía y Letras de la Universidad Nacional Autónoma de México.

## Formación profesional
Licenciada, Maestra y Doctora en Filosofía. Es fundadora del círculo de hermenéutica, movimiento mexicano de filosofía de las últimas décadas.
Discípula distinguida de Adolfo Sánchez Vázquez y Carlos Pereyra.
En 2011 ganó el Premio Universidad Nacional (UNAM) en Docencia en Humanidades.
Sus temas de investigación están vinculados a la filosofía hermenéutica y el postestructuralismo.
En este marco, algunos de los conceptos centrales que ha trabajado y postulado son: hermenéutica de la escucha, diálogo e interdisciplina entre humanidades y ciencias sociales.
Es una de las principales responsables de la introducción de la hermenéutica alemana en México, especialmente la obra del filósofo Hans-Georg Gadamer, la cual ha difundido y enseñado en las aulas.
El trabajo filosófico de Mariflor Aguilar se ha convertido en un punto de partida para analizar los problemas actuales de la sociedad, así, la incursión teórico-práctica que ha llevado a cabo sobre las ciudades rurales en Chiapas.

## Obras publicadas
Algunas de sus obras filosóficas con esta relación entre teoría y práctica son:
- Depredación Ciudades rurales, comunidades intervenidas y espacios en conflicto, México, UNAM, 2014.
- “Cultura de escucha. Condición de la democracia” en Ensayos, IFE. México, 2005.
- Sujeto, construcción de identidades y cambio social, México, UNAM, 2008.
- Junto con María Antonia González Valerio Gadamer y las Humanidades I, México, UNAM, 2007.[7]
- Entresurcos de Verdad y método, México, UNAM, 2006.
- Diálogo y alteridad. Trazos de la hermenéutica de Gadamer, México, UNAM, 2005.[8]
- Confrontación. Crítica y hermenéutica, México, UNAM, 1998.